# (14544) Ericjones
(14544) Ericjones est un astéroïde de la ceinture principale.

## Description
(14544) Ericjones est un astéroïde de la ceinture principale. Il fut découvert le 29 septembre 1997 à Kitt Peak par le projet Spacewatch. Il présente une orbite caractérisée par un demi-grand axe de 3,06 UA, une excentricité de 0,09 et une inclinaison de 9,5° par rapport à l'écliptique.

## Compléments